# Kristna och demokratiska unionen – Tjeckoslovakiska folkpartiet
Kristna och demokratiska unionen - Tjeckoslovakiska folkpartiet, (tjeckiska: Křesťanská a Demokratická Unie - Československá Strana Lidová, KDU-ČSL) är ett tjeckiskt kristdemokratiskt parti. KDU-ČSL är medlemmar av Centrist Democrat International och Europeiska folkpartiets grupp (kristdemokrater). Nuvarande partiordförande är Marian Jurečka.

## Historia
Partiet grundades år 1992 genom samgående mellan det relativt nybildade KDU (Křesťanská a Demokratická Unie) och det gamla ČSL (Československá Strana Lidová), bildat 1918. KDU arbetade som motståndsrörelse både under den nazistiska ockupationen och det kommunistiska styret. Efter Sovjetunionens fall ingick de i regeringen under åren 1992-1998. 
KDU-ČSL ingick, i valet år 2002 till underhuset, en valteknisk samverkan med partiet Unie svobody (sv. Frihetsunionen) och de fick tillsammans 14,3% av rösterna, vilket gav 21 mandat åt KDU-ČSL. I valet till senaten samma år fick partiet 15 mandat. I det valet skedde ingen valteknisk samverkan. De har även 1 mandat i Europaparlamentet.
I valet 2010 gjorde kristdemokraterna sitt sämsta val någonsin. Med sina  4,4 % hamnade man under femprocentsspärren och blev utan parlamentarisk representation.